# Uzlovaya
Huyện Uzlovaya (tiếng Nga: ? райо́н) là một huyện hành chính tự quản (raion), của Tỉnh Tula, Nga. Huyện có diện tích 25 km², dân số thời điểm ngày 1 tháng 1 năm 2000 là 1300 người. Trung tâm của huyện đóng ở Uzlovaya.